# مجهر فلوري

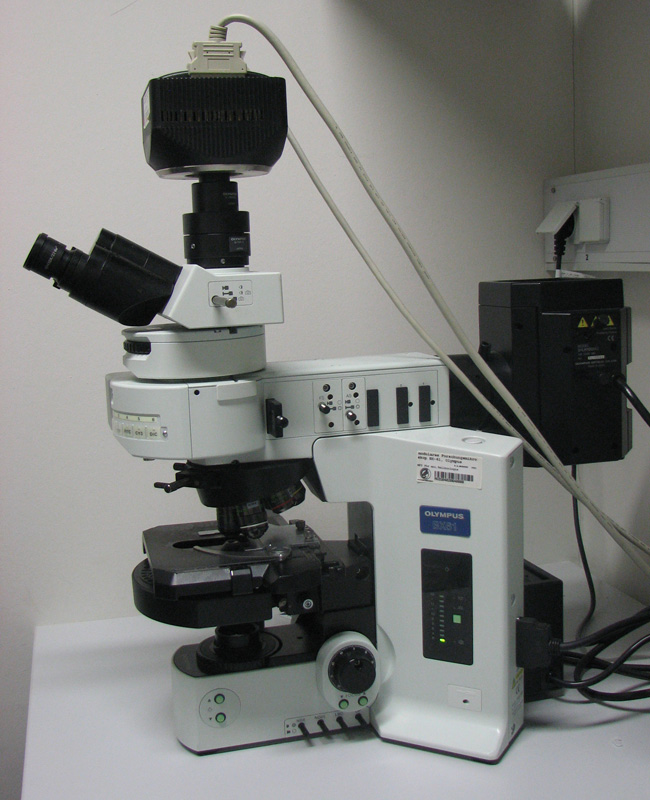
مجهر فوسفوري اوليمبوس مع كاميرا رقمية.

المجهر الفلوري أو (المجهر الفسفوري) (بالإنجليزية: Fluorescent Microscope)‏ هو مجهر ضوئي يستخدم في دراسة خصائص المواد العضوية وغير العضوية باستخدام ظاهرة الفلورية الفسفورية بدلا من أو إضافة إلى الانعكاس أو امتصاص.
تشبه المجاهر الضوئية مع وجود إضافات عليها لتزيد من قدرتها على التكبير.

## آلية العمل

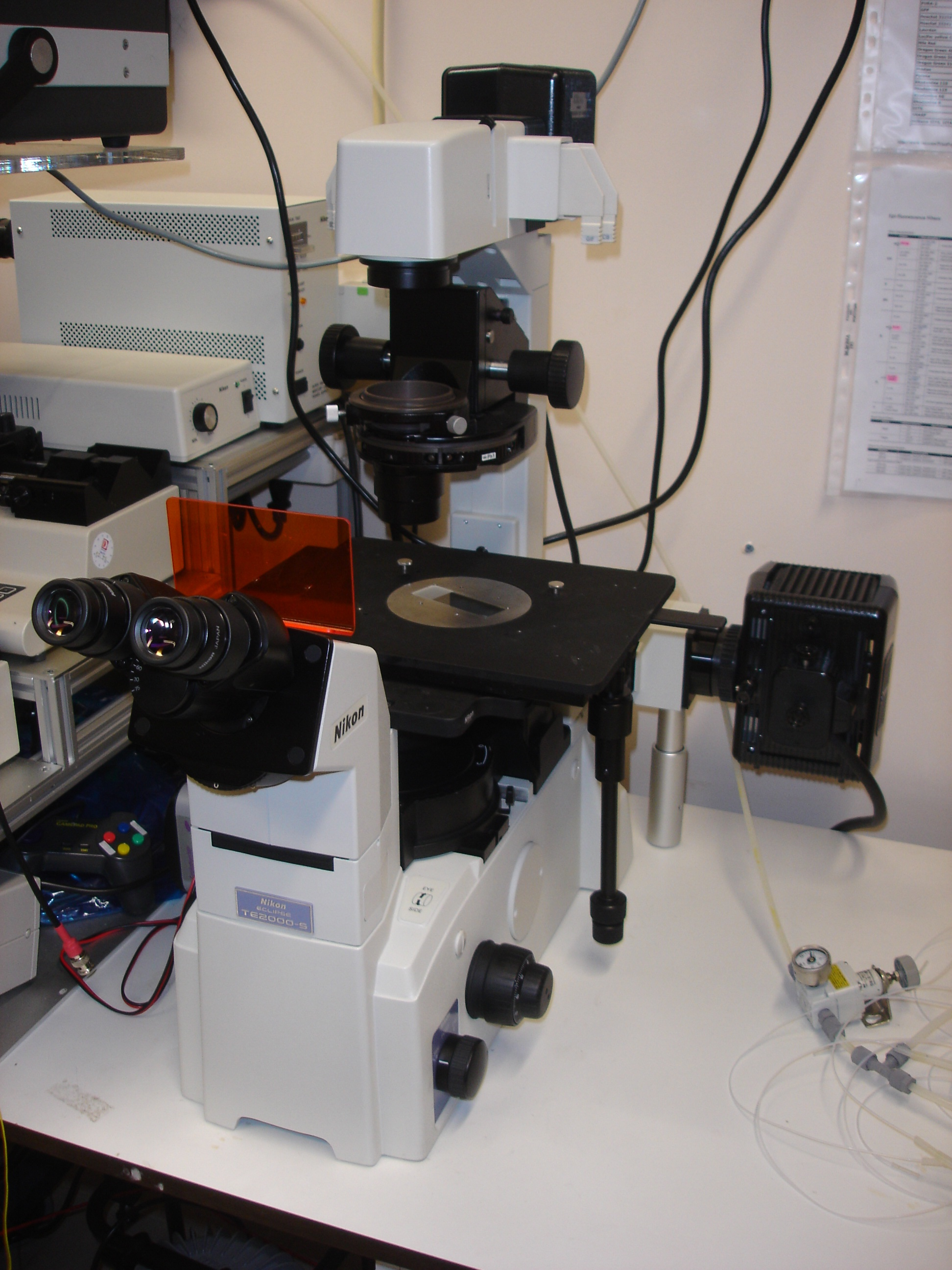
مجهر فوسفوري (Nikon TE2000) واللوحة البرنقالية تسمح للشخص بالنظر مع حماية عينية من الأشعة فوق البنفسجية.

المجاهر الضوئية تستخدم الضوء لفحص العينة، وتستخدم المجاهر الفسفورية ضوءًا ذا شدة أعلى. وهذا الضوء ينشط أجزاءً محددة في العينة التي تتفاعل مع الصبغة الفلورية. حيث تصبغ العينة بصبغات مضيئة خاصة تجعل أجزاء العينة تتوهج، وتستخدم مرشحات ضوئية خاصة تمتص الألوان بجميع أطوال الأمواج ما عدا طول موجة الصبغة المستخدمة، فتشعها وتظهر الصورة على خلفية سوداء.

## التركيب
يحتوي المجهر الفوسفوري على مجموعة خاصة من العدسات منها عدسة شيئية تعمل على تجميع وتركيز الأشعة على العينة، لحث الأجزاء المضيئة فيها لانبعاث الضوء من العينة، وكذلك تستقبل هذة العدسات الضوء المنبعث من العينة، لمشاهدة أجزاء خاصة في الخلايا مع خلفية معتمة، مثل البروتينات أو الكربوهيدرات أو الأنسجة كالنسيج العصبي.

## معرض الصور

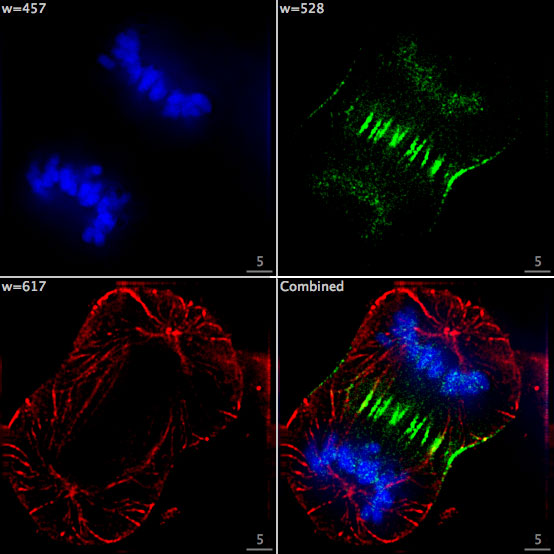
تصوير العناصر الئلائة في خلية سرطانية بشرية حيث أن (اللون الأزرق هو الحمض النووي والأخضر هو بروتين يسمى INCENP والأحمر هو ميكروتثبول.
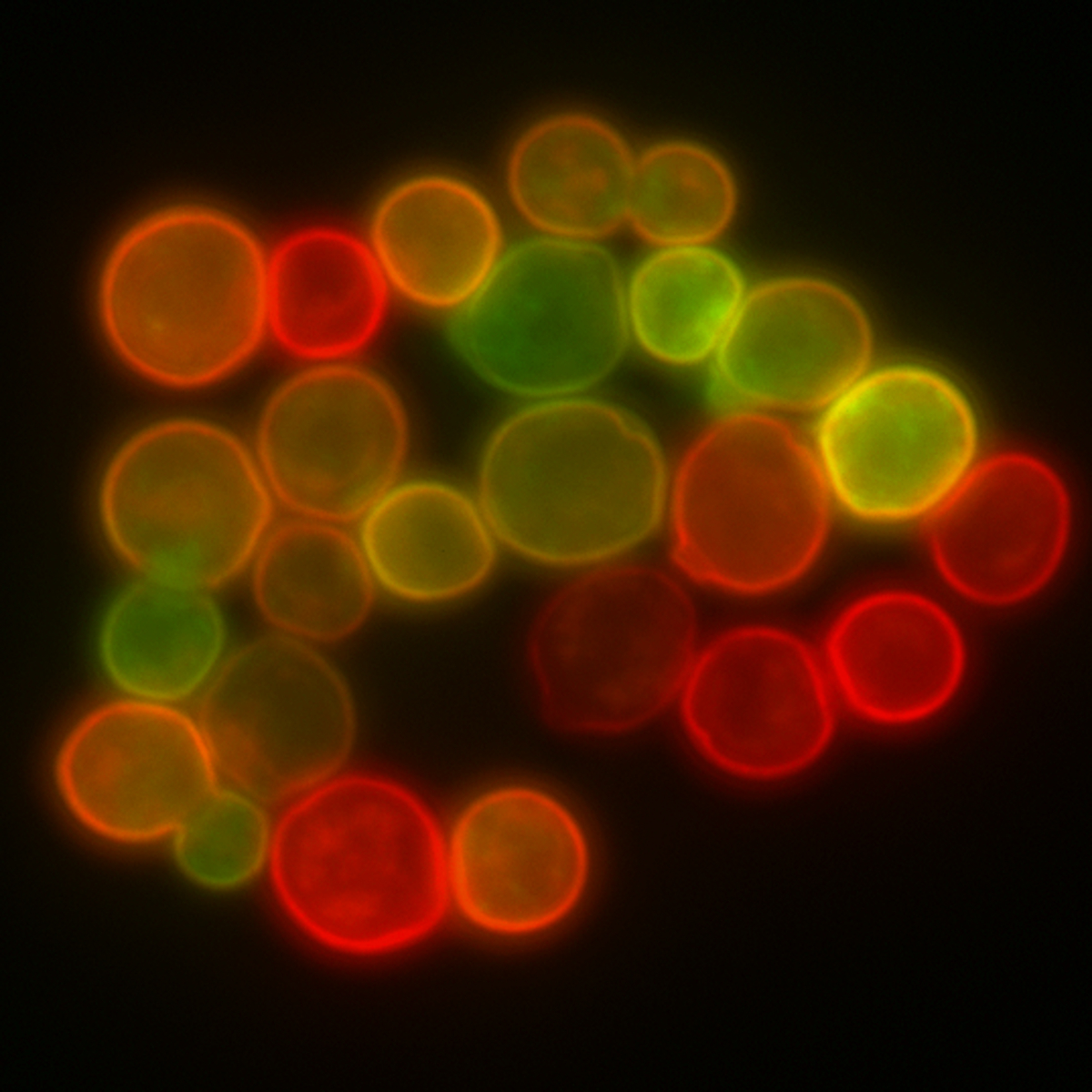
انصهار بعض البروتينات في خلية الخميرة.
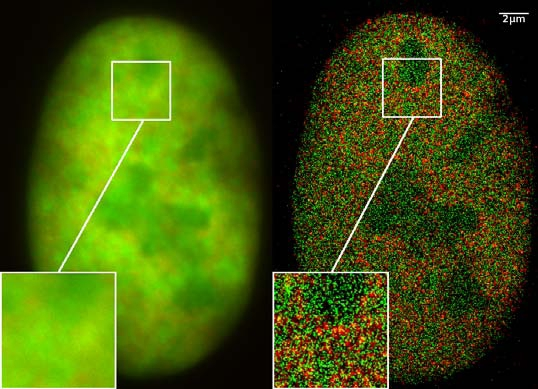
نواة خلية سرطان العظام.
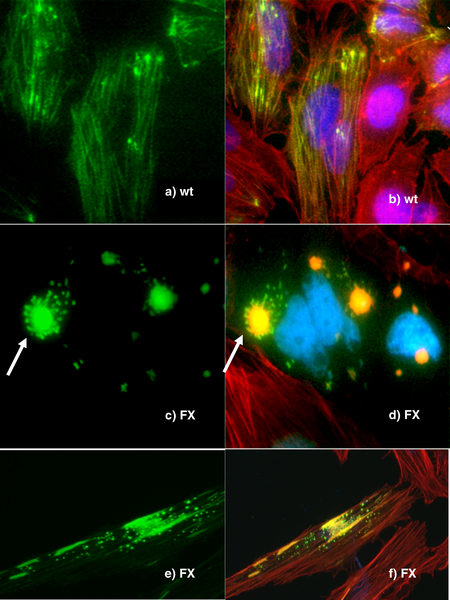
حمض النووي في خلية بشرية